# Valérie Benguigui
Valérie Benguigui (Orano, 8 luglio 1961 – Parigi, 2 settembre 2013) è stata un'attrice francese.

## Biografia
Nata a Parigi, ha seguito i corsi di recitazione presso il Cours Florent e il Chaillot National School Theatre. Ha debuttato sul grande schermo nel film On a volé Charlie Spencer (1986) di Francis Huster.
Nel 2012 ha interpretato Élisabeth nel film Cena tra amici, che le ha valso il Premio César quale migliore attrice non protagonista. Per lo stesso ruolo, ma nella commedia teatrale su cui si basa il film, aveva ottenuto una candidatura al Premio Molière del 2011 come miglior attrice non protagonista.
È stata sposata con l'attore Eric Wapler, che aveva incontrato mentre studiava al Cours Florent. Insieme hanno avuto due figli.

## La morte
Valérie Benguigui è deceduta per un cancro al seno, all'età di 52 anni, il 2 settembre 2013 a Parigi, dopo aver combattuto contro la malattia per tre anni. È sepolta al cimitero di Montparnasse.

## Filmografia parziale
- La verità sull'amore (La Vérité si je mens!), regia di Thomas Gilou (1997)
- Regine per un giorno (Reines d'un jour), regia di Marion Vernoux (2001)
- Chaos, regia di Coline Serreau (2001)
- Cavalcade, regia di Steve Suissa (2005)
- Quello che gli uomini non dicono (Selon Charlie), regia di Nicole Garcia (2006)
- Troppo bella! (Comme t'y es belle!), regia di Lisa Azuelos (2006)
- Pur Week-end, regia di Olivier Doran (2007)
- Baby Blues, regia di Diane Bertrand (2008)
- Tête de turc, regia di Pascal Elbé (2010)
- Les Tuche, regia di Olivier Baroux (2011)
- Cena tra amici (Le Prénom), regia di Alexandre de La Patellière e Matthieu Delaporte (2012)